# Shallotte (Karolina Północna)
Shallotte – miasto w Stanach Zjednoczonych, w stanie Karolina Północna, w hrabstwie Brunswick.